# Isamaa
Ojczyzna (est. Isamaa) – estońska partia polityczna o profilu konserwatywno-liberalnym i chadeckim. Do 2018 działała pod nazwą Związek Ojczyźniany i Res Publica (est. Isamaa ja Res Publica Liit, IRL).

## Historia
Ugrupowanie powstało na kongresie zjednoczeniowym 4 czerwca 2006, kiedy to doszło do połączenia dwóch centroprawicowych, opozycyjnych formacji – Związku Ojczyźnianego i partii Res Publica. Oba stronnictwa znajdowały się wówczas w kryzysie, pierwsze doznało porażki w wyborach z 2003, drugie zaczęło być marginalizowane po dymisji premiera Juhana Partsa.
Nowe ugrupowanie pozostało członkiem Europejskiej Partii Ludowej. Na jego czele stanęli jako współprzewodniczący liderzy obu partii założycielskich, Tõnis Lukas (Związek Ojczyźniany) i Taavi Veskimägi (Res Publica). IRL wziął udział w wyborach parlamentarnych w 2007, zdobywając 17,9% poparcia i 19 mandatów w Zgromadzeniu Państwowym. Partia weszła w skład nowej koalicji rządzącej współtworzącej gabinet Andrusa Ansipa, a jej przedstawicielka, Ene Ergma, została przewodniczącą parlamentu.
W 2007 na lidera ugrupowania powołano byłego dwukrotnego premiera Marta Laara. 28 stycznia 2012 funkcję przewodniczącego objął Urmas Reinsalu, zaś na honorowego prezesa wybrano Marta Laara.
W 2009 i w 2014 Tunne Kelam uzyskiwał mandat europosła jako jedyny z kandydatów IRL. W 2011 partia uzyskała 20,5% głosów i 23 mandaty, zajmując trzecie miejsce i odnawiając koalicję z Estońską Partią Reform w ramach trzeciego rządu Andrusa Ansipa. W 2014 po zmianie gabinetu i objęciu urzędu premiera przez Taaviego Rõivasa partia znalazła się w opozycji.
W wyborach w 2015 partia odnotowała słabszy rezultat – 13,7% głosów i 14 mandatów. Powróciła natomiast do koalicji rządowej, współtworząc nowy gabinet Taaviego Rõivasa. W tym samym roku na czele ugrupowania stanął Margus Tsahkna. W listopadzie 2016 chadecy opuścili koalicję rządową, po czym w tym samym miesiącu współtworzyli nową z centrystami i socjaldemokratami, wchodząc w skład rządu Jüriego Ratasa. W 2017 przywództwo w partii objął Helir-Valdor Seeder.
W czerwcu 2018 partia dokonała zmiany nazwy. W wyborach w 2019 chadecy otrzymali 11,4% głosów, co przełożyło się na 12 miejsc w parlamencie. Ugrupowanie dołączyło następnie do kolejnej koalicji rządowej, współtworząc drugi gabinet dotychczasowego premiera. W tym samym roku partia otrzymała 10,3% głosów w wyborach do Europarlamentu; przypadł jej jeden mandat, jednak jego objęcie opóźniono z uwagi na procedurę brexitu. W styczniu 2021, po dymisji Jüriego Ratasa i zmianie rządu, partia znalazła się w opozycji. W lipcu 2022 partia Isamaa powróciła do władzy, zawiązując koalicję z Partią Socjaldemokratyczną i Estońską Partią Reform oraz współtworząc nowy gabinet Kai Kallas.
W 2023 partia otrzymała 8,2% głosów i 8 miejsc w Zgromadzeniu Państwowym kolejnej kadencji. W kwietniu tegoż roku ugrupowanie znalazło się ponownie w opozycji. Również w 2023 na funkcję przewodniczącego partii powrócił Urmas Reinsalu. W 2024 Isamaa zajęła pierwsze miejsce w wyborach europejskich (21,5% głosów i 2 mandaty).

## Przewodniczący
- 2006–2007: Tõnis Lukas i Taavi Veskimägi
- 2007–2012: Mart Laar
- 2012–2015: Urmas Reinsalu
- 2015–2017: Margus Tsahkna
- 2017–2023: Helir-Valdor Seeder
- od 2023: Urmas Reinsalu